# Arhopala onetor
Arhopala onetor är en fjärilsart som beskrevs av Hans Fruhstorfer 1914. Arhopala onetor ingår i släktet Arhopala och familjen juvelvingar. Inga underarter finns listade i Catalogue of Life.